# Aphelandra hirta
Aphelandra hirta är en akantusväxtart som först beskrevs av Johann Friedrich Klotzsch, och fick sitt nu gällande namn av Wasshausen. Aphelandra hirta ingår i släktet Aphelandra och familjen akantusväxter. Inga underarter finns listade i Catalogue of Life.